# Alectra alectroides
Alectra alectroides är en snyltrotsväxtart som först beskrevs av Spencer Le Marchant Moore, och fick sitt nu gällande namn av Melch.. Alectra alectroides ingår i släktet Alectra och familjen snyltrotsväxter. Inga underarter finns listade i Catalogue of Life.